# Manilkara pellegriniana
Manilkara pellegriniana är en tvåhjärtbladig växtart som beskrevs av Tisser. och Roger Sillans. Manilkara pellegriniana ingår i släktet Manilkara och familjen Sapotaceae. Inga underarter finns listade i Catalogue of Life.